# The Narrative of Arthur Gordon Pym of Nantucket

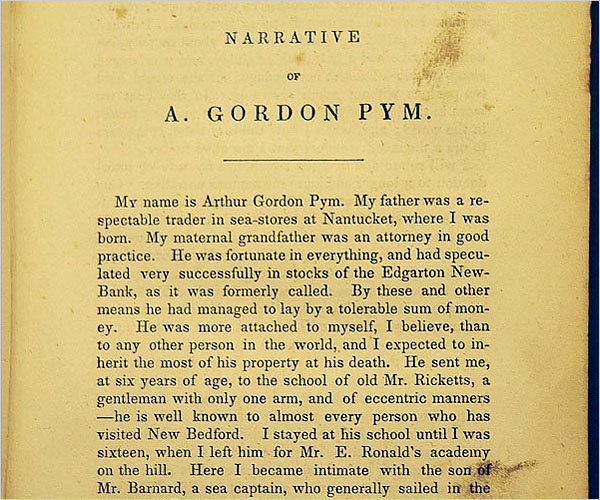
Der Bericht des Arthur Gordon Pym, Erstausgabe (1838)

The Narrative of Arthur Gordon Pym of Nantucket (Die Erzählung des Arthur Gordon Pym aus Nantucket) ist der einzige Roman des US-amerikanischen Schriftstellers Edgar Allan Poe. Er wurde erstmals im Jahre 1838 veröffentlicht. Der Erzähler beschreibt darin das Leben des Arthur Gordon Pym von der vor der Nordostküste der USA liegenden Insel Nantucket. Pym suchte von Jugend an Abenteuer auf See, die im Laufe der Jahre seine Einstellung zum Leben veränderten. Die Art der Abenteuer sind zum Teil realistisch (Schiffbruch und Meuterei), zum Teil phantastisch (heiße Strömungen und Stromschnellen im Ozean des Südens). Der Roman ist das längste Prosawerk Poes und gilt als eine seiner rätselhaftesten Arbeiten.
Der Roman wurde mehrfach ins Deutsche übersetzt, wobei der lange Titel häufig gekürzt oder anderweitig verändert wurde. Die erste bekannte Übersetzung mit dem Titel Seltsame Seeabenteuer Arthur Gordon Pym’s stammt von  Adolf von Winterfeld aus dem Jahre 1883. Weitere Übersetzungen stammen von Hedda Moeller und Hedwig Lachmann: Die Abenteuer Gordon Pyms (1901) und von Gisela Etzel Die denkwürdigen Erlebnisse des Arthur Gordon Pym von 1918. 1966 folgte die Neuübersetzung von Arno Schmidt mit dem Titel Umständlicher Bericht des Arthur Gordon Pym von Nantucket. Erst vier Jahrzehnte später, 2008, kam eine umfangreich kommentierte und mit einer Bibliografie versehene Neuübersetzung von Hans Schmid unter dem Titel Die Geschichte des Arthur Gordon Pym aus Nantucket auf den Markt. Die jüngste deutsche Übersetzung erschien 2022 unter dem Titel Arthur Gordon Pyms Abenteuer von Andreas Nohl.

## Inhalt

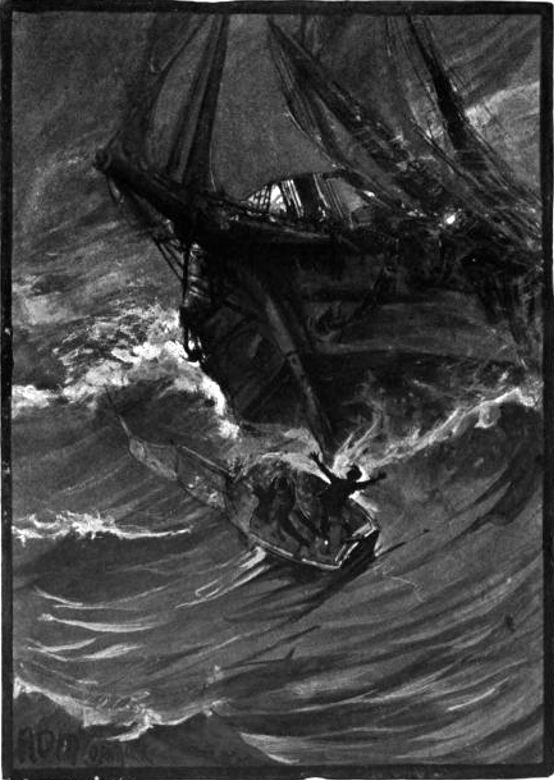
Pyms Boot wird zerstört, Ausgabe Downey & co., 1898

Der Roman ist in 25 Kapitel und ein Vor- und ein Nachwort gegliedert.
Vorwort
Im Vorwort erklärt der Ich-Erzähler Pym dem Leser, dass er, von einer Reise in die Südsee zurückkehrend, einigen Herren, darunter E.A. Poe, von seinen Erlebnissen auf dieser Reise erzählt habe und man ihn aufgefordert habe, diesen Bericht auch der Allgemeinheit zugänglich zu machen. Er habe sich anfangs gesträubt, da die Ereignisse auf dieser Fahrt teilweise so unglaubhaft gewesen seien, dass man ihn für einen Phantasten halten könnte. Außerdem habe er kein Tagebuch geführt, wodurch sich manche Unrichtigkeiten ergeben würden. Anfangs habe er sich daher nicht in der Lage gesehen, diesem Verlangen nachzukommen. Da habe sich Herr Poe angeboten, mit seiner, Pyms, Zustimmung diesen Bericht zu schreiben und in der Monatsschrift Southern Literary Messenger zu veröffentlichen, deren Herausgeber er gewesen sei, unter Angabe seines, Poes, Namens und damit als reine Dichtung gekennzeichnet. Diesem Vorschlag habe er, Pym, zugestimmt und später selbst zur Feder gegriffen, so dass der überwiegende Teil des Berichts letztlich von ihm, Pym, stamme.
1. Teil (Kapitel 1)
Pym und sein Freund Augustus Barnard unternehmen schon als Jugendliche auf Pyms Segelboot die tollsten Streiche. Einer davon ist eine Nachtfahrt ohne Proviant und Ausrüstung bei aufziehendem Sturm, in dem Augustus sich als betrunken herausstellt, während Pym nüchtern, klar und schreckensvoll ist. In der Dunkelheit werden sie schließlich von einem Walfänger überfahren, dadurch entdeckt und dann gerettet.
2. Teil (Kapitel 2–4)
Einige Jahre später versteckt sich Pym im Bauch des Walfängers „Grampus“, den Augustus’ Vater als Kapitän führen und den Augustus begleiten soll. In der Dunkelheit unter Deck, zwischen den ausdünstenden Tranfässern und ohne genügend Wasser und Nahrung, verliert Pym fast den Verstand. Nach einigen vergeblichen Befreiungsversuchen gibt sich Pym schon auf, aber Augustus befreit ihn nach 11 Tagen aus dem Dunkel: Er hat es nicht früher tun können, da eine Meuterei auch ihn gefangen gesetzt und ihn fast das Leben gekostet hat.
3. Teil (Kapitel 5–9)
Die Rückeroberung des Schiffes durch Augustus, Pym und ihren neuen Freund, Dirk Peters, einen früheren Meuterer, gelingt. Die Meuterer werden dadurch überrascht, dass sich Pym als Gespenst eines von seinen Kameraden ermordeten Meuterers verkleidet. Parallel zum Kampf der Menschen tobt der nächste Kampf der Naturkräfte, ein Sturm, der das Schiff in ein treibendes Wrack verwandelt.
4. Teil (Kapitel 9–13)

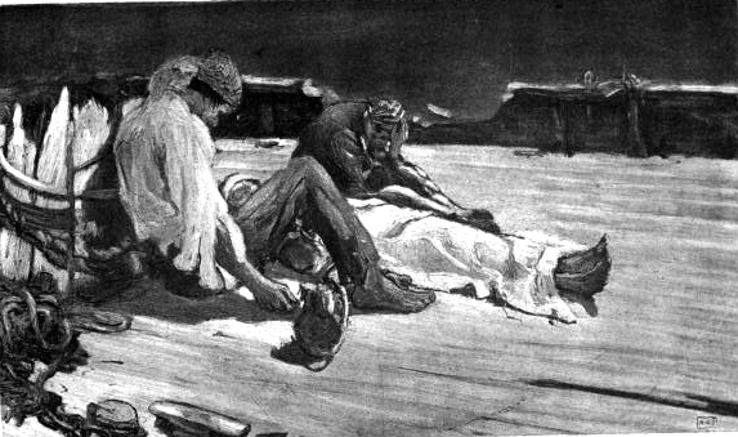
Illustration des Todes von Augustus von Albert Edward Sterner, 1895

Etwa drei Wochen harren Pym, Augustus und Peters sowie ein weiterer überlebender Meuterer namens Richard Parker auf dem gefluteten Wrack aus, das nur dank der leeren Tranfässer im Laderaum noch schwimmt. Mit wechselndem Erfolg versuchen sie immer wieder, im Laderaum des Schiffes nach Proviant zu tauchen. Hunger und Durst quälen die vier schließlich so sehr, dass sie unter sich auslosen, wer den anderen als Nahrung dienen soll. Es trifft schicksalhaft den Meuterer, der diese Idee zuerst aufgebracht hat. Augustus stirbt infolge einer Wundinfektion. Pym und Peters werden schließlich von einem Segler von ihrem inzwischen kieloben treibenden Wrack geborgen.
Anmerkung: Diese Episode trug sich im Jahre 1884, also lange nach Poes Roman, tatsächlich so ähnlich zu und führte zu einem der berühmtesten Rechtsfälle des 19. Jahrhunderts (R v Dudley and Stephens). Der Name des Ermordeten war – so wie in Poes Werk (!) – Richard Parker.
5. Teil (Kapitel 14–24)

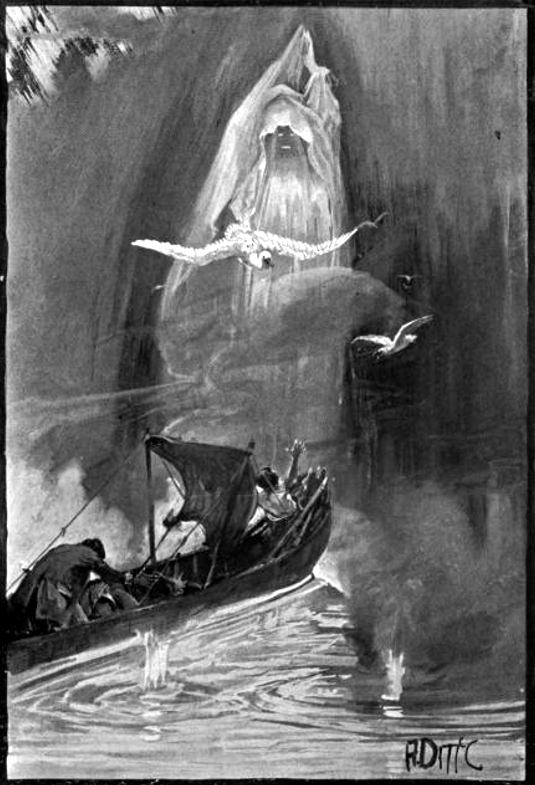
Illustration des Endes der Geschichte von A. D. McCormick, 1898

Der sie rettende Segler, die „Jane Guy“, treibt Handel in der Südsee und jagt Robben. Der Kapitän hofft aber auch auf Reichtum, indem er unsicher lokalisierte Inseln wieder findet. Auf der Suche nach ihnen dringt er in große Eisfelder und weiter nach Süden vor als alle Segler vor ihm. Sie durchstoßen die Eisfelder und kommen in wieder wärmere Regionen, getragen von einer Strömung zum Südpol.
Sie stoßen auf eine Inselgruppe mit schwarzen Eingeborenen, die die Farbe Weiß nicht oder nur als Vorboten von Unglück oder des Todes kennen. Die „Wilden“ nehmen die Europäer scheinbar zuvorkommend auf, obgleich ein Rest von Pyms Misstrauen nicht zerstreut werden kann, der ungeduldig der Strömung nach Süden folgen will. Überrascht beobachten sie z. B., dass das Wasser hier aus farblich unterschiedlichen Adern besteht, die sich nicht miteinander vermischen. Die Wilden locken die Europäer in eine Falle, indem sie einen Hohlweg zum Einsturz bringen und danach den Schoner erobern. Nur Peters und Pym können sich aus der Verschüttung befreien und nach einigen Tagen mit einem Kanu von der Insel fliehen.
6. Teil (Kapitel 25)
Peters und Pym, die einen der Wilden gekidnappt haben, fliehen mit dem Kanu aufs offene Meer. Die Strömung führt sie weiter nach Süden, das Meer erhitzt sich zunehmend, weiße Vögel fliegen umher, es regnet weiße Asche, das Meer wird milchig weiß und kocht, das Wasser leuchtet, Strudel bilden sich … Der Eingeborene stirbt vor Grauen. Sie scheinen sich einer lautlosen Stromschnelle zu nähern, Bildgestalten tauchen auf, „ungeheure und fahlweiße Vögel“ fliegen umher, und im Katarakt erblicken Peters und Pym im Stürzen eine verhüllte, gewaltige, übermenschliche Gestalt, kein „Menschengezeugter“, mit einer Haut von „makellosem Weiß des Schnees“.
Nachwort
Mr. Poe informiert: Mr. Pym sei plötzlich verstorben und er wolle die noch fehlenden 2 bis 3 Kapitel nicht ohne ihn rekonstruieren. Mr. Poe wendet sich dann den genau beschriebenen und gezeichneten Klüften auf der Insel und ihren Einkerbungen zu, deren Formen er als ähnlich den äthiopischen und ägyptischen Worten für das Dunkle und das Helle erkennt.

## Erzählweise
Diese für Poe lange Erzählung von über 200 Druckseiten ist 1837 erschienen, also mehr als zehn Jahre vor Poes Tod. Auch wenn das Werk selbst im Nachwort von seiner Unvollständigkeit spricht (zwei oder drei abschließende Kapitel fehlen angeblich), ist es inhaltlich durch die nicht steigerbare mysteriöse Erscheinung am Ende und formal durch das Nachwort und seine Erklärungen eigentlich abgeschlossen, also fertig – alle Deutungsansätze können sich daher auf das Gegebene stützen, ohne mit „Lücken“ argumentieren zu müssen.
Der Roman beginnt und endet mit einem Verwirrspiel um die Autorenschaft, in dem Poe zu einer Figur seiner eigenen Erzählung wird: In der „Einleitenden Bemerkung“ blickt er mit den Augen Pyms auf sich als schreibenden „Poe“, in der Nachbemerkung (vermutlich) mit den Augen „Poes“ auf den inzwischen verstorbenen Pym und seine Erlebnisse. Diese Rahmenkonstruktion und der identische Silbenrhythmus der vollen Namen Pyms und Poes legen daher den Gedanken einer irgendwie „autobiografischen“ Deutung nahe.
Die Handlung läuft ab wie in einer Nummernrevue, von einer Notlage über eine zeitweilige Entspannung in eine neue Gefahr voranstürmend. Durch das Auftürmen der Katastrophen stehen Peters und Pym schon nach der Kenterung des Wracks der Grampus kurz vor dem Wahnsinn – und doch sind die folgenden Gefahren „ebenso groß, wenn nicht größer“. Nicht die Tagesdaten strukturieren das Leben Pyms und seiner Freunde, sondern die Art der Katastrophen.  Nichts ist so grauenhaft, dass es von den folgenden Ereignissen nicht zu übertreffen wäre, und in diesem Klimax des menschlichen Ausgeliefertseins ist die letztmögliche Steigerung die Begegnung der Geschöpfe mit ihrer ultimativen Erscheinung – vermutlich dem Schöpfer selbst.
Mehrere Exkurse liefern Zusatzinformationen über das Stauen auf Segelschiffen, über das Beidrehen im Sturm, über Albatrosse und Pinguine, über die Annäherung von Segelschiffen an den Südpol, über das Leben und die Zubereitung einer bestimmten Muschelart. Hierdurch wird der Fortgang zwar verlangsamt, aber die Erzählung bekommt den Anstrich eines „Tatsachenberichts“, auf den der Ich-Erzähler trotz seiner „wunderlichen“ Erlebnisse schon in der Einleitung Wert legt.

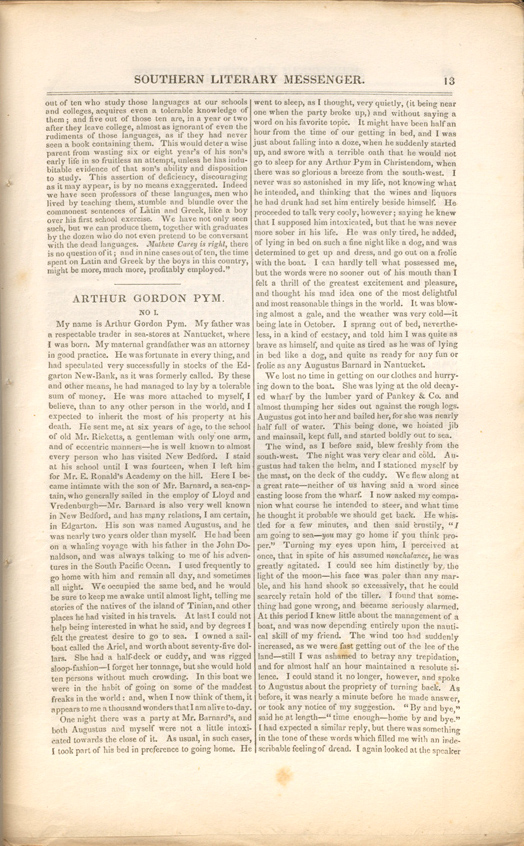
Ein Teil der Geschichte wurde zuerst im Januar 1837 in der Zeitschrift Southern Literary Messenger veröffentlicht

## Entstehungsgeschichte
Ein Bekannter Poes, James Kirk Paulding (1778–1860), hatte sich vergeblich bemüht, die Geschichten des Folio-Clubs bei Verlagen unterzubringen. In dem Brief vom 17. März 1836, in dem er Poe davon berichtete, empfahl er ihm, es doch einmal mit einem umfangreicheren Format, „einer Erzählung in zwei Bänden zu versuchen, denn das ist die Zauberformel!“ Poe, der wie immer in Geldnot war, ließ sich hiervon motivieren; bei der Stoffwahl dürfte sein Erfolg mit MS. Found in a Bottle ausschlaggebend gewesen sein – Poe hatte die Dämonie des Meeres selbst erlebt, sie reizte ihn und er fühlte sich ihr literarisch gewachsen. Dennoch überforderte das gewählte Format den Kurzgeschichtenautor, weshalb er, um das angestrebte Volumen zu erreichen, Exkurse nautischer, geografischer und biologischer Art einfügte und damit die von seinem Zeitgenossen Herman Melville in Moby Dick angewandte und vielgerühmte Struktur vorwegnahm. Eine der wichtigsten Quellen für den Roman dürften die Denkschriften von Jeremiah N. Reynolds (1799–1858) gewesen sein, der sich auf politischer Ebene für die Erforschung der Südsee einsetzte. Poe hat sie mehrfach rezensiert und Passagen aus ihnen übernommen. Nach diesem Reynolds hat Poe noch kurz vor seinem Tod immer wieder gerufen.

## Historische und regionale Bezüge
Der Walfang war in dem County Nantucket im US-Bundesstaat Massachusetts im 17. und 18. Jahrhundert ein bedeutender Wirtschaftsfaktor.

## Deutungen
Der Bericht des Arthur Gordon Pym wurde sehr unterschiedlich rezipiert und es gibt bis heute keine allgemein akzeptierte Interpretation.
Für Peeples ist der Roman gleichzeitig eine pseudo-nichtfiktionale Entdeckungsgeschichte, eine Abenteuersage, ein Bildungsroman, ein Jux, eine stark plagiierte Reiseschilderung und eine allegorische Seelenlandschaft. Poes Werk sei einer der am schwersten fassbaren, bedeutendsten Texte der amerikanischen Literatur.
Der Poe-Biograf Hutchisson schreibt, dass die Handlung sich sowohl zu neuen Höhen des fiktionalen Einfallsreichtums erhebt als auch in neue Tiefen der Albernheit und Ungereimtheit fällt. Ein Grund für die Verwirrung der Leser sind die vielen Unwahrscheinlichkeiten und Unstimmigkeiten im Romanverlauf. Jedoch könnte man einzelne phantastische Elemente als Reaktionen des Autors auf die Abenteuerbelletristik und Theorien seiner Zeit erklären, z. B. auf Symmes Modell der hohlen Erde, die besagt, man gelange durch Öffnungen an den Polen zu einem warmen Gebiet im Erdinnern. Im Gegensatz dazu wirken andere Teile der Geschichte sorgfältig erarbeitet und strukturiert. So ist ein zentrales Gestaltungsmerkmal die sich steigernde Wiederholung der Untergangs- und Rettungsmotive, und der Mittelpunkt des Romans stimmt mit dem Erreichen des Äquators überein, wie der Romancier Barth bemerkt hat.
Für Hoffmans Analyse hat Pyms zielgerichtete Suche nach dem Südland, im Vergleich zu den anderen Seegeschichten Poes wie MS. Found in a Bottle, eine große allegorische Bedeutung. Meyers vermutet sogar, dass es bei der Reise sowohl um die Etablierung einer nationalen amerikanischen Identität wie um die Entdeckung einer persönlichen Identität geht.

### Autobiographische Allegorie
Die autobiografische Deutung setzt beim Namen Arthur Gordon Pyms ein, der mit dem Edgar Allan Poes klangähnlich ist. Der entscheidende Einschnitt im Leben sowohl des jugendlichen Protagonisten wie des Autors sind die Trennung von der Familie und der Aufbruch ins Abenteuer. Symbolträchtig beginnt die Odyssee zum Ende der Welt auf der Suche nach dem geheimnisvollen Phantasieland in der weißen Region des Südens in Edgartown, Massachusetts. Auf diese Weise interpretiert, treibt Pym von seinem bisherigen Festlandleben weg und sucht im dunklen Schiffsbauch des Walfängers Grampus und im stürmischen Ozean die Tiefenstrukturen seiner Person: sein Es, sein Ich und sein Über-Ich. Den mittleren Teil seines Namens, „Allan“, ersetzt der Autor durch „Gordon“, d. h. Poes Verbindung zu seinen Pflegeeltern wird ausgetauscht gegen einen Verweis auf den vom Schriftsteller bewunderten George Gordon Byron. Dazu passend verschweigt Pym der Familie gegenüber seine Reisepläne und inszeniert ein Versteckspiel. Die Szene, in der er auf dem Weg zum Schiff von seinem Großvater nicht erkannt werden will, während er ihn gleichzeitig zu beerben wünscht, zeigt nach Kennedy den Wunsch des Autors, sich von seinem von ihm verachteten Pflegevater John Allan zu befreien. Ebenso bedeutend sind für diesen Interpretationsansatz die Daten des Reisetagebuchs. Pym kommt am 19. Januar – Poes Geburtstag – auf der Insel Tsalal an. Verschiedene Literaturwissenschaftler, einschließlich Burton R. Pollin und Richard Wilbur, weisen darauf hin, dass der Kindheitsfreund des Autors Ebenezer Burling und sein Bruder William Henry Leonard Poe, der Matrose an Bord der USS Mazedonian war und dessen Todestag mit dem Augusts übereinstimmt, die Vorbilder für August Barnard sein könnten. Ein weiterer Zusammenhang besteht im Schiffsnamen. Sowohl Pyms Segelboot als auch das des Byron-Verehrers Percy Bysshe Shelley heißen „Ariel“. Außerdem spielte Poes Mutter Eliza eine Theaterfigur dieses Namens.
Ganz offensichtlich sind in der Drogenthematik, den labyrinthischen Systemen und dunklen grabähnlichen Gefängnissen, die Halluzinationen und Angstzustände hervorrufen, biographische Bezüge erkennbar. Zum Beispiel veranschaulicht Poe aus seiner Erfahrung die unterschiedliche Wirkung von Alkohol. Die erste Episode zeigt, dass berauschte Menschen manchmal ganz nüchtern wirken und dann plötzlich unbeherrscht handeln. Solche Beschreibungen korrespondieren mit den vielen im Reisebericht dargestellten Widersprüchen zwischen Chaos und Ordnung. Dazu passend erscheint die Natur uneinheitlich. Wasser, zum Beispiel, wird am Ende des Romans als entweder bunt oder unnatürlich klar beschrieben. Am Ende glänzt die Sonne kränklich gelb, sendet aber kein deutliches Licht aus und wird dann scheinbar ausgelöscht.
Auch andere Parallelen zur Poe-Biographie sind untersucht worden. So glaubt Rosenheim, dass die Verwendung der Hieroglyphen im Roman Poes Interesse an der Kryptographie spiegelt. Die Piktogramme seien wahrscheinlich inspiriert durch The Kentuckian in New-York (1834) von William Alexander Caruthers, wo eine ähnliche Schrift das Werk eines schwarzen Sklaven ist.

### Existentielle Reise
Einige Interpreten fokussieren die Suche des Protagonisten nach dem Sinn des Lebens und sehen den Roman als Vorläufer von Herman Melvilles Moby Dick, dessen Hauptfigur Kapitän Ahab sein Ziel, den weißen Wal zu erlegen, nicht erreicht. Dass Pyms Bericht mit dem Sturz des Bootes in einen Spalt des Kataraktes und dem plötzlichen Auftauchen einer riesigen Gestalt mit der makellosen weißen Hautfarbe des Schnees endet, deutet Peeples als den symbolischen Abschluss einer spirituellen, seelischen Reise. Dazu passend bleibt im Roman die Frage offen, ob es ein Land hinter dem Katarakt gibt. Vielmehr liegt der Schwerpunkt des Interesses auf den grausamen Reiseerlebnissen des Protagonisten, die mit rätselhafter Symbolik verbunden sind: Die Begegnung mit dem Geisterschiff und die merkwürdigen Formen der Klüfte und die Hieroglyphen „weiß sein“ und „die Region des Südens“ auf der Insel der schwarzen Wilden, die sich vor weißen Tieren fürchten.
Ein zentrales Interpretationsproblem ist die Funktion der kompliziert konstruierten und doch inhaltlich lückenhaften Rahmenhandlung. Pym sträubt sich in den „Vorbemerkungen“ zunächst dagegen, seine Erlebnisse schriftlich zu erzählen: Er fürchtet, die Öffentlichkeit werde seine Geschichte als Erfindung und nicht als Tatsachenbericht auffassen. Aber Pym erlaubt schließlich dem Herrn E. A. Poe, statt seiner den ersten Teil seiner Abenteuer zu schreiben und diesen sogar als „erfundene[…] Erzählung“ unter Poes Namen zu veröffentlichen. Dass der Autor so markant die verschleierte „Wahrheit“ der offenbar surrealen Ereignisse thematisiert, ist ein Hinweis auf die außerfaktische, subjektive Wahrheit dieser Erfahrung. In den Katastrophen verändern sich die Überlebenden des Schiffbruchs, Pym und Peters, der allmählich zu einem Alter Ego Pyms heranreift. Der Erlebnisbericht schildert also eine innere Entdeckungsreise, die schmerzhafte Einsicht in das Funktionieren der Welt, und wird zur gut am Text belegbaren Geschichte der Entwicklung der Welt-Anschauung seiner Helden:
Die Reise an die Grenzen der bekannten Welt bringt dem zu Beginn der Handlung naiven Jugendlichen eine Horizonterweiterung und bewirkt seine Verhaltensänderung: Aus dem im Schiffsbauch Gefangenen wird die treibende Kraft der Suchreise, und das unterscheidet ihn von den Gefährten: „Wir entdeckten nichts, was uns vertraut gewesen wäre.“ Und trotz des auf den Katarakt zuschießenden Kanus bleiben Peters und Pym aufmerksam bis zum Abbruch des Berichts. Poe verbindet den Untergang seiner Helden mit dem faszinierenden Erkenntniszuwachs: Nur im Risiko erfahren die Helden etwas über das Wesen der  Welt – exakt in dem Moment, in dem sie verschlungen werden, und nur dadurch, dass sie verschlungen werden. Der Wendepunkt in der Entwicklung, der Beginn der Katharsis, lässt sich genau eingrenzen: Die Hauptfiguren Pym und Peters haben die Wochen auf der gekenterten Grampus hinter sich – zwar sind die folgenden Gefahren „ebenso groß, wenn nicht größer“, aber sie werden von den beiden anders als bisher oder anders als von anderen überwunden: „Der Unterschied lag in unserer geistigen Verfassung“, in der unaufgeregten Aufmerksamkeit, in der mehr „stoischen Denkart“ den Katastrophen gegenüber: So regt Peters nach ihrer Verschüttung auf der Insel schnell die erfolgreiche Suche nach Auswegen an und dank seiner Findigkeit und Entschlossenheit können sie auch an der Steilwand absteigen. Die Welt ist aus den Fugen und mal sind die Inseln verlässlich da, wo sie sein sollten, dann wieder sind sie verschwunden – die Menschen finden keinen sicheren Hafen, aber statt zu klagen versuchen sie, „den Umfang [ihres] Unglücks genauer festzustellen“: aufmerksam, stoisch, nicht-resignativ. In der starken Strömung auf den Südpol-Katarakt zu empfindet Pym „eine körperliche und seelische Dumpfheit – einen Hang zum Träumen – aber dies war auch alles!“, bleibt aber der distanzierte Beobachter. Peters wird „sehr wortkarg“ und „apathisch“ (griech. für: ‚affektlos‘ bzw. philosophisch: ‚stoisch‘) – der Wilde im Kanu aber stirbt vor Entsetzen. Die Erzählung prüft die Möglichkeit einer Lebensentscheidung in einem Orientierungsdreieck von Optimismus, Fatalismus und einem aktiven Gleichmut in den unvorhersehbaren Wechselfällen des Lebens. Der Roman ist demzufolge der Bericht einer Katharsis, einer Selbsterfahrung, in der Zuversicht und Optimismus sich unter dem Einfluss der Katastrophen in eine stoische, trostlose Neugier verwandeln. Im Bericht des A. Gordon Pym beschreibt Poe die Entstehung seiner unchristlichen Weltanschauung vom Kampf ums Überleben.
Diese textbezogene Deutung wird von einigen Interpreten wegen des Romanendes, das der Autor vermutlich absichtlich als Spielraum für Spekulationen offen gelassen hat, ergänzt. Hoffman vermutet, dass Pym im Katarakt ums Leben gekommen ist und dass seine Geschichte irgendwie posthum erzählt wird. Alternativ dazu könnte der Protagonist beim Schreiben an der Stelle seines Berichts gestorben sein, als er eigentlich in seiner fiktionalen Reisegeschichte hätte sterben müssen. Demnach wäre seine letzte Erkenntnis die des Todes: „schon öffnete sich ein Abgrund, um uns zu empfangen“. Wie andere Charaktere in Poes Werken scheint Pym sich bereitwillig dem Schicksal, wie auch immer es für ihn ausfällt, unterworfen zu haben.

## Literarische Nachwirkungen
- Jules Verne schuf 1897 mit seiner Erzählung Die Eissphinx eine Fortsetzung von Poes Geschichte.
- Von Charles Romyn Dake gibt es eine Fortsetzung unter dem Titel A Strange Discovery (1899).
- Auch auf H. P. Lovecraft hatte die Geschichte ihre Auswirkungen; er führte sie in Berge des Wahnsinns (engl. At the Mountains of Madness) in gewisser Weise fort.
- Zuletzt griff Yann Martel in seiner Erzählung Schiffbruch mit Tiger zahlreiche Motive aus dem Roman auf.

## Deutsche Übersetzungen (Auswahl)
- 1883: Adolf von Winterfeld: Seltsame Seeabenteuer Arthur Gordon Pym’s. Unterhaltungs-Bibliothek für Reise und Haus, Jena.
- 1901: Hedda Moeller und Hedwig Lachmann: Die Abenteuer Gordon Pyms. J.C.C. Bruns, Minden.
- 1908: Bodo Wildberg: Die denkwürdigen Erlebnisse des Artur Gordon Pym. Die Bücher des Deutschen Hauses, Berlin.
- 1918: Gisela Etzel: Die denkwürdigen Erlebnisse des Arthur Gordon Pym. Propylaen Verlag, München.
- 1922: Alfred Wolfenstein: Arthur Gordon Pyms abenteuerliche Erlebnisse. Rösl & Cie., München.
- 1922: Maria Lazar: Die Geschichte des Arthur Gordon Pym aus Nantucket. Drei Masken Verlag, München.
- 1930: Carl Ehrenstein, Thomas Schramek: Die denkwürdigen Erlebnisse des Gordon Pym. Deutsche Buch-Gemeinschaft, Berlin
- 1966: Arno Schmidt: Umständlicher Bericht des Arthur Gordon Pym von Nantucket. Walter Verlag, Freiburg i. Br.
- 1989: Ruprecht Willnow: Der Bericht des A. Gordon Pym. Insel-Verlag, Leipzig, ISBN 3-7351-0115-1.
- 2008: Hans Schmid: Die Geschichte des Arthur Gordon Pym aus Nantucket. marebuchverlag, Hamburg, ISBN 978-3-86648-092-6.
- 2022: Andreas Nohl: Arthur Gordon Pyms Abenteuer. dtv, München, ISBN 978-3-423-29030-2.

## Vertonung
Der finnische Komponist Einojuhani Rautavaara schuf 1997 mit „On the Last Frontier“ eine musikalische Interpretation der Schlussszene von Poes Roman.

## Oper
Am 18. Februar 2016 fand im Theater Heidelberg die Uraufführung der Oper „Pym“ des deutschen Komponisten und Dirigenten Johannes Kalitzke statt. Die Partitur für die Auftragsarbeit stammte von dem österreichischen Choreografen Johann Kresnik.

## Hörbücher
- Arthur Gordon Pym. Gelesen von: Lars Rudolph, Verlag: der sprachraum, ISBN 3-936301-02-6
- Umständlicher Bericht des Arthur Gordon Pym von Nantucket. (Übersetzung von Arno Schmidt) gelesen von Christian Brückner, ungekürzte Ausgabe, Argon, Berlin 2008, ISBN 978-3-935125-88-8.